# Campionato mondiale di motocross 2002
Il campionato mondiale di motocross del 2002 si è disputato su 12 prove dal 24 marzo al 15 settembre 2002.
Al termine della stagione il belga Stefan Everts si è aggiudicato il titolo per la classe 500cc, Mickaël Pichon si è aggiudicato la 250cc e Mickael Maschio ha conquistato la classe 125cc.

## Calendario
| Prova | Data         | Gran Premio                       | Località             | Vincitore 500cc    | Vincitore 250cc   | Vincitore 125cc  |
| ----- | ------------ | --------------------------------- | -------------------- | ------------------ | ----------------- | ---------------- |
| 1     | 24 marzo     | Gran Premio dei Paesi Bassi       | Valkenswaard         | Joël Smets         | Mickaël Pichon    | Steve Ramon      |
| 2     | 14 aprile    | Gran Premio di Spagna             | Bellpuig             | Joël Smets         | Mickaël Pichon    | Mickael Maschio  |
| 3     | 28 aprile    | Gran Premio d'Europa              | Teutschenthal        | Stefan Everts      | Kenneth Gundersen | Patrick Caps     |
| 4     | 12 maggio    | Gran Premio di Francia            | Saint-Jean-d'Angély  | Stefan Everts      | Mickaël Pichon    | Steve Ramon      |
| 5     | 26 maggio    | Gran Premio d'Italia              | Castiglione del Lago | Yves Demaria       | Mickaël Pichon    | Mickael Maschio  |
| 6     | 9 giugno     | Gran Premio d'Austria             | Kärntenring          | Stefan Everts      | Mickaël Pichon    | James Dobb       |
| 7     | 23 giugno    | Gran Premio di Bulgaria           | Sevlievo             | Joël Smets         | Mickaël Pichon    | Alessandro Puzar |
| 8     | 7 luglio     | Gran Premio di Svezia             | Uddevalla            | Stefan Everts      | Mickaël Pichon    | Ben Townley      |
| 9     | 4 agosto     | Gran Premio del Belgio            | Genk                 | Joël Smets         | Mickaël Pichon    | Patrick Caps     |
| 10    | 18 agosto    | Gran Premio di Germania           | Gaildorf             | Joël Smets         | Mickaël Pichon    | Mickael Maschio  |
| 11    | 1 settembre  | Gran Premio della Repubblica Ceca | Loket                | Joël Smets         | Mickaël Pichon    | Mickael Maschio  |
| 12    | 15 settembre | Gran Premio di Russia             | Sorochany            | Javier Garcia Vico | Mickaël Pichon    | Steve Ramon      |

### Sistema di punteggio e legenda
| Pos.  | 1  | 2  | 3  | 4  | 5  | 6  | 7  | 8  | 9  | 10 | 11 | 12 | 13 | 14 | 15 | 16 | 17 | 18 | 19 | 20 | 21 > |
| ----- | -- | -- | -- | -- | -- | -- | -- | -- | -- | -- | -- | -- | -- | -- | -- | -- | -- | -- | -- | -- | ---- |
| Punti | 25 | 22 | 20 | 18 | 16 | 15 | 14 | 13 | 12 | 11 | 10 | 9  | 8  | 7  | 6  | 5  | 4  | 3  | 2  | 1  | 0    |

## Classifiche finali

### 500cc

#### Piloti
| Pos. | Pilota             | Moto      | Punti |
| ---- | ------------------ | --------- | ----- |
| 1    | Stefan Everts      | Yamaha    | 268   |
| 2    | Joël Smets         | KTM       | 229   |
| 3    | Javier Garcia Vico | KTM       | 225   |
| 4    | Marnicq Bervoets   | Yamaha    | 222   |
| 5    | Andrea Bartolini   | Honda     | 154   |
| 6    | Yves Demaria       | KTM       | 121   |
| 7    | Roman Jelen        | Honda     | 110   |
| 8    | Brian Jorgensen    | Husqvarna | 91    |
| 9    | Avo Leok           | Honda     | 89    |
| 10   | James Noble        | Honda     | 88    |

#### Costruttori
| Pos. | Costruttore | Punti |
| ---- | ----------- | ----- |
| 1    | KTM         | 284   |
| 2    | Yamaha      | 272   |
| 3    | Honda       | 202   |
| 4    | Husqvarna   | 121   |
| 5    | Husaberg    | 92    |
| 6    | VOR         | 52    |

### 250cc

#### Piloti
| Pos. | Pilota            | Moto     | Punti |
| ---- | ----------------- | -------- | ----- |
| 1    | Mickaël Pichon    | Suzuki   | 288   |
| 2    | Joshua Coppins    | Honda    | 222   |
| 3    | Peter Beirer      | Honda    | 205   |
| 4    | James Dobb        | KTM      | 177   |
| 5    | Kenneth Gundersen | Kawasaki | 167   |
| 6    | Frédéric Bolley   | Yamaha   | 151   |
| 7    | Gordon Crockard   | KTM      | 143   |
| 8    | Andrew McFarlane  | Kawasaki | 128   |
| 9    | Jussi Vehvilainen | Honda    | 126   |
| 10   | Alessio Chiodi    | Yamaha   | 116   |

#### Costruttori
| Pos. | Costruttore | Punti |
| ---- | ----------- | ----- |
| 1    | Suzuki      | 288   |
| 2    | Honda       | 250   |
| 3    | Yamaha      | 203   |
| 4    | KTM         | 195   |
| 5    | Kawasaki    | 192   |
| 6    | TM          | 86    |
| 7    | Husqvarna   | 80    |

### 125cc

#### Piloti
| Pos. | Pilota              | Moto      | Punti |
| ---- | ------------------- | --------- | ----- |
| 1    | Mickael Maschio     | Kawasaki  | 225   |
| 2    | Steve Ramon         | KTM       | 221   |
| 3    | Patrick Caps        | KTM       | 197   |
| 4    | Philippe Dupasquier | KTM       | 183   |
| 5    | Alessandro Puzar    | Husqvarna | 169   |
| 6    | Ben Townley         | KTM       | 147   |
| 7    | Tyla Rattray        | KTM       | 118   |
| 8    | Jeff Dement         | Honda     | 103   |
| 9    | Marc de Reuver      | KTM       | 96    |
| 10   | Stephen Sword       | KTM       | 96    |

#### Costruttori
| Pos. | Costruttore | Punti |
| ---- | ----------- | ----- |
| 1    | KTM         | 285   |
| 2    | Kawasaki    | 225   |
| 3    | Husqvarna   | 182   |
| 4    | Yamaha      | 163   |
| 5    | Honda       | 108   |
| 6    | Suzuki      | 72    |
| 7    | TM          | 5     |